# Notgrove
Notgrove är en ort och civil parish i Storbritannien.   Den ligger i grevskapet Gloucestershire och riksdelen England, i den södra delen av landet, 120 km väster om huvudstaden London. Notgrove ligger 226 meter över havet och antalet invånare är 184.
Terrängen runt Notgrove är platt. Runt Notgrove är det ganska tätbefolkat, med 72 invånare per kvadratkilometer. Närmaste större samhälle är Cheltenham, 16,3 km väster om Notgrove. Trakten runt Notgrove består till största delen av jordbruksmark.